# Remigiusz
Remigiusz – imię męskie pochodzenia łacińskiego. Wywodzi się od łacińskiego rzeczownika remigium, oznaczającego „wiosło”. Znaczenie imienia to: „wioślarz” lub „wytwórca wioseł”. W Polsce występuje od XIV wieku. Wśród imion nadawanych nowo narodzonym dzieciom, Remigiusz w 2017 roku zajmował 101. miejsce w grupie imion męskich.
Żeński odpowiednik: Remigia.
Remigiusz imieniny obchodzi: 13 stycznia (jako wspomnienie św. Remigiusza, biskupa Reims według nowego Martyrologium Rzymskiego; wcześniej obowiązywała data 1 października), 20 lipca i 18 października.

## W innych językach
- (fr.) Rémy lub Remi
- (hiszp. • wł.) Remigio
- (niem.) Remigius
- (ros.) Рэмигий (Remigij)
- (rum.) Remigiu

## Osoby o imieniu Remigiusz
- Remy Bonjasky – sportowiec holenderski;
- Remigiusz Jankowski – polski aktor;
- Remigiusz Ławniczek – polski judoka;
- Remigiusz Łupicki – polski DJ (DJ Remo);
- Remigiusz Mróz – polski prawnik i pisarz, znany także pod pseudonimem Ove Løgmansbø;
- Remigiusz Okraska – socjolog polski;
- Remigiusz Pośpiech – członek duetu techno Kalwi & Remi;
- Remigiusz Sobański – polski ksiądz katolicki, profesor teologii;
- Remigiusz Sobociński – piłkarz polski;
- Remigiusz Szczęsnowicz – dziennikarz polski;
- Remigiusz Wierzgoń – polski youtuber;
- Remigiusz Maciaszek – polski youtuber.